# Nialus varians
Nialus varians är en skalbaggsart som beskrevs av Caspar Erasmus Duftschmid 1805. Nialus varians ingår i släktet Nialus och familjen Aphodiidae. Inga underarter finns listade i Catalogue of Life.